# یواس‌اس میستوتل (۱۸۷۲)
یواس‌اس میستوتل (۱۸۷۲) (به انگلیسی: USS Mistletoe (1872)) یک کشتی است که طول آن 153 ft می‌باشد. این کشتی در سال ۱۸۷۲ ساخته شد.